# لی چانگ-هوان
لی چانگ-هوان (انگلیسی: Lee Chang-hwan؛ زادهٔ ۱۶ مارس ۱۹۸۲) کماندار اهل کره جنوبی است.